# Reial Acadèmia de Gastronomia
La Reial Acadèmia de Gastronomia és una institució espanyola que se centra en l'àmbit de la gastronomia, amb l'objectiu d'investigar, millorar i difondre la gastronomia espanyola, l'alimentació i el benestar de les persones.
Va ser fundada com una associació cultural sense ànim de lucre el 1980, i adaptada posteriorment a la Llei Orgànica de 22 de març de 2002, reguladora del dret d'associació. La Casa Reial espanyola li concedí el 19 de novembre de 2008 el títol de Reial, que fou jurídicament ratificat pel Consell de Ministres el 25 de juny de 2010. El reconeixement es basà en la finalitat d'interès públic que s'atribueixen com a objectius de l'Acadèmia: "la investigació, perfeccionament, difusió, promoció i protecció de l'art culinària i activitats gastronòmiques pròpies d'Espanya, la prevenció de l'obesitat i l'adopció d'una dieta sana i equilibrada; la promoció de l'educació dietètica i la cultura gastronòmica en tots els nivells i àmbits".
La institució està formada per acadèmics numeraris i acadèmics honoraris. La direcció correspon a una Junta Rectora, que actualment està presidida per Rafael Anson. L'entitat és membre de l'Acadèmia Internacional de Gastronomia i de l'Acadèmia Iberoamericana de Gastronomia. Des d'abans de la seva fundació (el 1974) atorga els Premis Nacionals de Gastronomia, conjuntament amb la Cofradía de la Buena Mesa.